# Josep Escolà
Josep Escolà Segalés (Barcellona, 28 agosto 1914 – Barcellona, 7 marzo 1998) è stato un calciatore spagnolo, di ruolo attaccante.

## Palmarès

### Giocatore

#### Competizioni nazionali
- Campionato spagnolo: 3

Barcellona: 1944-1945, 1947-1948, 1948-1949
- Coppa Eva Duarte: 2

Barcellona: 1945, 1948
- Campionato francese: 1

Sète: 1938-1939

#### Competizioni regionali
- Campionato catalano: 1

Barcellona: 1935-1936
- Liga Mediterránea de fútbol: 1

Barcellona: 1936-1937

### Allenatore

#### Competizioni nazionali
- Terza divisione spagnola: 1

Levante: 1955-1956